# Mbukushu
I Mbukushu, noti in epoca coloniale come Cusso, e definiti "Xindonga" da José Redinha nel 1973, sono un gruppo etnico di lingua bantu originario dell'Africa meridionale. La popolazione totale è di circa 120 000 individui, distribuiti tra Angola, Botswana, Namibia e Zambia.
Loro stessi si chiamano collettivamente "Hambukushu", mentre un individuo della tribù viene chiamato Mbukushu. Parlano la lingua mbukushu, conosciuta anche come thimbukushu. Sono originari del Barotseland, e in Botswana risiedono principalmente nel Ngamiland e nel delta dell'Okavango. In Namibia, i Mbukushu costituiscono una delle autorità etniche tradizionali, e sono uno dei cinque regni Kavango. 
Gli Hambukushu sono rinomati per la loro abilità nell'evocare la pioggia, guadagnandosi il titolo di "produttori di pioggia dell'Okavango". Sono anche celebri per la loro abilità nell'intrecciare cesti, e le loro donne sono note per l'uso di trappole per catturare i pesci.